# Масований обстріл України 10 липня 2025
10 липня 2025 року у межах російського вторгнення в Україну, російські військові завдали масованого ракетного удару по містах України із застосуванням крилатих і балістичних ракет (Іскандер, Х-101), а також ударних безпілотників.

## Склад атаки
За даними Повітнряних сил ЗСУ, у ніч на 10 липня (із 18.00 09 липня) Росія застосувала 415 засобів повітряного нападу:
- 397 ударних БпЛА типу Shahed і безпілотників-імітаторів різних типів із напрямків: Брянськ, Приморсько-Ахтарськ, Курськ, Орел, Міллерово (близько 200 — «шахеди»);
- 8 балістичних ракет Іскандер-М із Брянської обл.;
- 6 крилатих ракет Х-101 із повітряного простору Саратовської обл.;
- 4 зенітних керованих ракет С-300 із Курської обл.

Основний напрямок удару — столиця України, місто Київ. Також під ударами були Київська, Чернігівська, Сумська, Полтавська, Кіровоградська та Харківська області.
Повітряний напад відбивали авіація, зенітні ракетні війська, підрозділи РЕБ та безпілотних систем, мобільні вогневі групи Сил оборони України.
За попередніми даними, станом на 10.00 10 липня протиповітряною обороною збито 178 засобів повітряного нападу противника:
- 164 ворожі БпЛА типу Shahed;
- 8 балістичних ракет Іскандер-М;
- 6 крилатих ракет Х-101.
- Крім того, 204 дрони/ракети — локаційно втрачені/подавлені РЕБ.

Зафіксовано влучання засобів повітряного нападу противника у 8 локаціях (33 ударних БпЛА), а також падіння збитих — на 23 локаціях.

## Наслідки

### Київ
Нічна атака тривала майже 10 годин.
Пошкоджено житлові будинки, гуртожитки, станцію техобслуговування, гаражі, торгівельний центр, транспортні засоби, дорожнє покриття та трамвайні колії.
Найбільше руйнувань та падінь уламків зафіксовано у Голосіївському, Дарницькому, Деснянському, Дніпровському, Оболонському, Подільському, Солом'янському та Шевченківському районах.
У Шевченківському районі зазнали руйнувань багатоповерхові житлові та офісні будівлі. На дахах, балконах і технічних поверхах виникли численні пожежі, внаслідок чого є постраждалі серед мирного населення.
У Солом'янському районі пожежі охопили адміністративні та складські приміщення. Рятувальники досі працюють над ліквідацією наслідків в одній із найбільш уражених будівель.
У Дарницькому районі уламки ракети впали на територію гаражного кооперативу. Завдяки оперативним діям пожежу вдалося швидко ліквідувати, обійшлося без потерпілих.
У Подільському районі внаслідок ворожої атаки практично повністю знищена амбулаторія Центру первинної медико-санітарної допомоги № 1. Також через російську атаку на Київ постраждав офіс 5 каналу, через що мовник тимчасово припинив ефір.
На Оболоні та в Деснянському районі, уламки влучили в об'єкти інфраструктури, спричинивши локальні пошкодження.
У Подільському районі, де уламки влучили в гуртожиток, загинули дві жінки — 68-річна мешканка та 22-річна поліцейська Марія Дзюмага. Ще понад десять осіб дістали поранення.
Один із «Шахедів» влучив просто в квартиру голови Національної спілки художників України Костянтина Чернявського. Внаслідок вибуху Костянтин Чернявський отримав осколкові поранення та значну крововтрату.
Внаслідок нічних обстрілів у столиці виникли пожежі, а над містом утворився смог.

### Київська область
Наслідки ворожої атаки фіксуються у 4 районах області.
У Броварському районі пошкоджені приватні будинки та господарчі споруди. У них вибиті вікна та двері, посічені фасади. Ще в одному приватному будинку унаслідок ворожої атаки сталося пожежа. Загоряння ліквідовано. Пошкоджено два автомобіля. Кількість пошкоджених будинків уточнюється.
У Вишгородському районі ліквідована пожежа гаражного приміщення.
У Бориспільському та Обухівському районах також виявлені пошкоджені приватні будинки. У Обухівському районі поранення отримав чоловік 51 року. Він госпіталізований в місцеву лікарню.

## Реакція
- Україна:
  - Президент України Володимир Зеленський наголосив на «очевидному нарощуванні терору Росією».

«Це означає, що потрібне прискорення. Потрібно бути швидшими із санкціями й тиснути на росію так, щоб вони відчували наслідки свого терору. Партнерам треба бути швидшими з інвестиціями у виробництво зброї та розвитком технологій», — підкреслив президент.